# Jasper N. Tincher

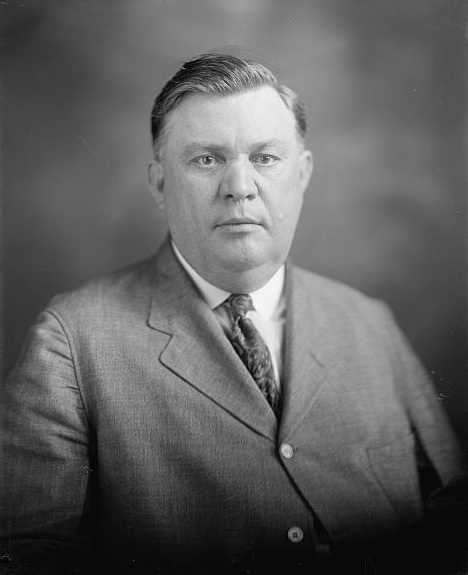
Jasper N. Tincher (1919)

Jasper Napoleon Tincher (* 2. November 1878 bei Browning, Sullivan County, Missouri; † 6. November 1951 in Hutchinson, Kansas) war ein US-amerikanischer Politiker. Zwischen 1919 und 1927 vertrat er den siebten Wahlbezirk des Bundesstaates Kansas im US-Repräsentantenhaus.

## Leben
Im Jahr 1892 kam Jasper Tincher mit seinen Eltern nach Medicine Lodge in Kansas. Dort besuchte er die öffentlichen Schulen einschließlich der High School. Zwischen 1896 und 1899 war Tincher in dem Ort Hardtner selbst als Lehrer tätig. Nach einem Jurastudium und seiner im Jahr 1899 erfolgten Zulassung als Rechtsanwalt begann er in Medicine Lodge in diesem Beruf zu arbeiten. Gleichzeitig war er auch in der Landwirtschaft auf dem Gebiet von Ackerbau und Viehzucht tätig.
Politisch war Tincher Mitglied der Republikanischen Partei. 1918 wurde er als deren Kandidat im siebten Distrikt von Kansas in das US-Repräsentantenhaus in Washington, D.C. gewählt. Dort trat er am 4. März 1919 die Nachfolge des Demokraten Jouett Shouse an, den er bei der Wahl geschlagen hatte. Nach drei Wiederwahlen konnte Tincher bis zum 3. März 1927 insgesamt vier Legislaturperioden im Kongress absolvieren. Während seiner Zeit im Repräsentantenhaus wurde der 19. Verfassungszusatz beraten und verabschiedet, durch den das Frauenwahlrecht bundesweit eingeführt wurde. Im Jahr 1926 verzichtete er auf eine weitere Kandidatur. Er zog nach Hutchinson, wo er bis zu seinem Tod im Jahr 1951 als Anwalt praktizierte.